# دون ديلاواي
دون ديلاواي (بالإنجليزية: Don Dillaway)‏ هو ممثل أمريكي بدأ مسيرته الفنية سنة 1920.

## الأعمال
- آل أمبرسون الأجلاء
- مستر ليمون أوف أورانج
- حزم مشاكلك

## روابط خارجية
- دون ديلاواي على موقع IMDb (الإنجليزية)
- دون ديلاواي على موقع أول موفي (الإنجليزية)
- دون ديلاواي على موقع قاعدة بيانات برودواي على الإنترنت (الإنجليزية)
- دون ديلاواي على موقع قاعدة بيانات الفيلم (الإنجليزية)